# Eurocities
Євросітіз (англ. EUROCITIES) — міжнародна організація, яка об'єднує великі європейські міста. Члени Євросітіз — відповідні міські органи самоврядування.
Євросітіз була заснована в 1986 році мерами шести великих міст: Барселони, Бірмінгему, Франкфурту, Ліону, Мілану і Роттердаму 
На сьогодні Євросітіз об'єднує місцеве самоврядування більш ніж 140 великих міст у більш ніж 30 європейських країнах.
В межах проекту функціонує шість тематичних форумів, широкий діапазон робочих груп, проектів, заходів. 
Євросітіз взаємодіє та співпрацює з інститутами Європейського Союзу у вирішенні питань, які є спільними для усіх європейців на сьогоднішній день.
Стратегічним завданням організація визначає посилення ролі самоврядування великих європейських міст у вирішенні стратегічних проблем Європи.
Пріоритетами своєї діяльності Євросітіз визначає:
- Клімат. Забезпечення зменшення шкідливого впливу міст на кліматичні умови.
- Співжиття. Забезпечення комфортного існування містян та всестороннє залучення їх у життя міської громади.
- Відновлення. Підтримання та посилення ведучої ролі європейських міст у відновленні та зростанні економіки Європи.

Членство в Євросітіз можливе у наступних формах: повний учасник, асоційований учасник, асоційований партнер, бізнес-партнер.
На сьогодні з українських міст членами Євросітіз є Київ, Львів, Одеса, Харків та Хмельницький. Усі українські міста беруть участь в роботі організації на правах асоційованих членів.